# Chamiço
Chamiço é uma aldeia de São Tomé e Príncipe, localiza-se no distrito de Mé-Zóchi, ilha de São Tomé, próxima às localidades de May e de São Luís. Recebeu o seu nome de Francisco de Oliveira Chamiço.